# Provinz Ishikari

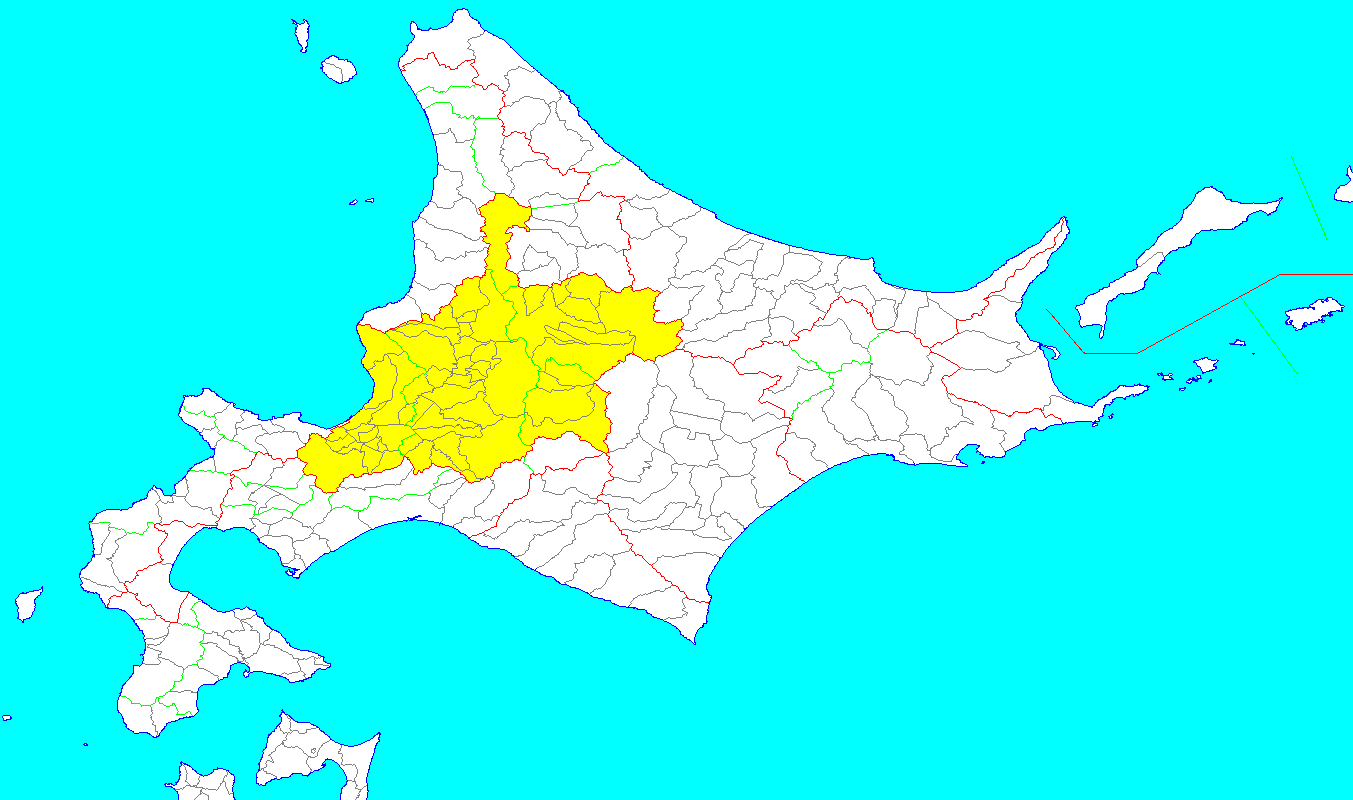
Provinz Ishikari

Ishikari (jap. 石狩国, Ishikari no kuni) war eine kurzlebige Provinz Japans auf der Insel Hokkaidō. Ihr Gebiet entspricht der heutigen Unterpräfektur Ishikari (ohne Chitose und Eniwa), der gesamten Unterpräfektur Sorachi und der Südhälfte der Unterpräfektur Kamikawa (außer Shimukappu).

## Geschichte
Am 15. August 1869 wurde die neun Landkreise (郡, gun) umfassende Provinz Ishikari gegründet, zusammen mit den anderen Provinzen Hokkaidōs. Die Volkszählung von 1872 ergab 6.003 Einwohner (Japaner, ohne die einheimischen Ainu). Im Jahr 1882 schaffte die Zentralregierung die Provinzen in Hokkaidō ab.

## Landkreise
Die Provinz Ishikari umfasste folgende Landkreise (gun):
- Atsuta-gun (厚田郡)
- Hamamasu-gun (浜益郡)
- Ishikari-gun (石狩郡)
- Kabato-gun (樺戸郡)
- Kamikawa-gun (上川郡)
- Sapporo-gun (札幌郡) am 1. September 1996 aufgelöst, als die Gemeinde Hiroshima zur Stadt Kitahiroshima wurde.
- Sorachi-gun (空知郡)
- Uryū-gun (雨竜郡)
- Yūbari-gun (夕張郡)